# Лондон (гостиница, Таганрог)
Лондон — гостиница, находившаяся в Таганроге, в Доме Кобылина. Начала работу в конце XIX столетия.

## История
В 1862 году на втором этаже новостройки по улице Петровской, 21 предприниматель Василий Боровой открыл гостиницу «Лондон» с номерами, это подтверждает рекламное объявление, размещённое в буклете «Приазовский календарь» 1873 года: «Гостиница „Лондон“ с номерами В. А. Бороваго в Таганроге на Большой улице в доме Кобылина. Существует с 1862 года».
Выше оконных проёмов второго этажа висело большое рекламное объявление: «Гостиница „Лондон“ с номерами». Войти в гостиницу можно было через одноэтажную пристройку справа, наверху которой находилась типичная для Таганрога веранда. Позднее фасад здания поменялся.
В 1902 году сменился и собственник гостиницы. Взяв помещение в аренду и усовершенствовав планировку, им стал Николай Артёмович Тер-Арутюнов. После того как финансовое положение Николая Артёмовича ухудшились, гостиница была продана К. Л. Гавриленко, который в 1914 году сменил её название на «Метрополь». А в период НЭПа 5 июля 1925 года он организовал при гостинице клуб-казино. Каждый день с 8 часов вечера там проходили игры в лото. В 1930 году над входом гостиницы уже висела табличка «Гостиница Центральная». По окончании Великой Отечественной войны здание заняло Управление НКВД, а с 1957 года там вновь расположилась гостиница «Центральная».
Альтернативную версию истории гостиницы рассказывает Александр Чехов, брат писателя. В «Записках случайного туриста» он упоминает о гостинице «Лондон», но постоянно добавляет слово «кажется», на что авторы последующих статей не обратили внимание, распространив приведённую там версию. Здание по Петровской улице 21 (Ленина 49) не был собственностью В. Третьякова и никогда гостиница «Лондон» не находилась в его зданиях. Также неверно утверждение, якобы гостиница «Лондон» начала работу в 1898 году и была собственностью братьев Багдасаровых. Правда только то, что Мелкон и Григорий Багдасаровы держали при гостинице «Лондон» буфет с кухней.